# Pileri
Pileri (gr. Πιλέρι, tur. Göçeri) – wieś na Cyprze, w dystrykcie Kirenia. Obecnie znajduje się w granicach Cypru Północnego.